# Aspidopterys canarensis
Aspidopterys canarensis là một loài thực vật có hoa trong họ Malpighiaceae. Loài này được Dalzell mô tả khoa học đầu tiên năm 1851.